# Pfarrkirche Thierbach

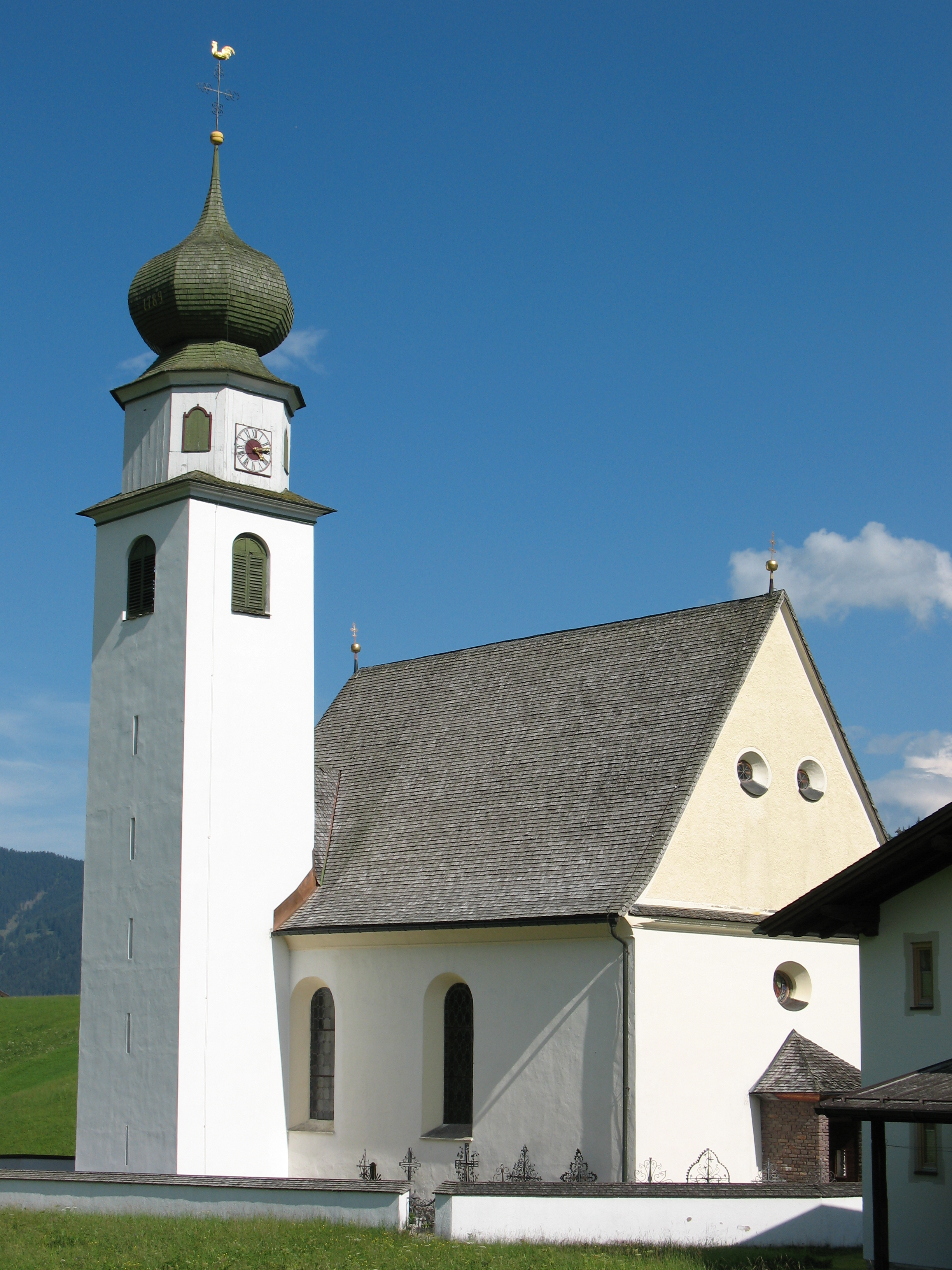
Katholische Pfarrkirche hl. Michael in Thierbach

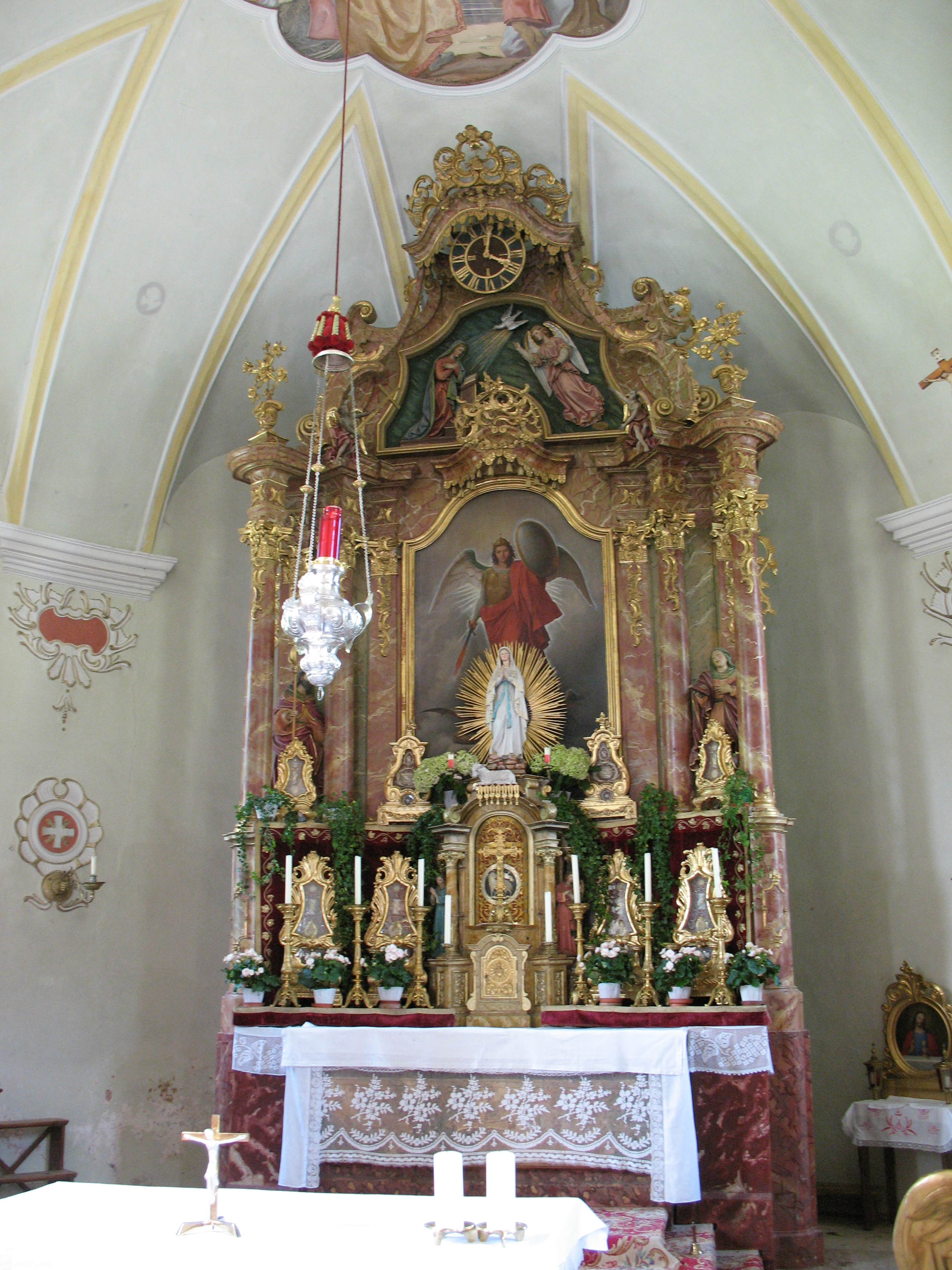
Hochaltar im Chor

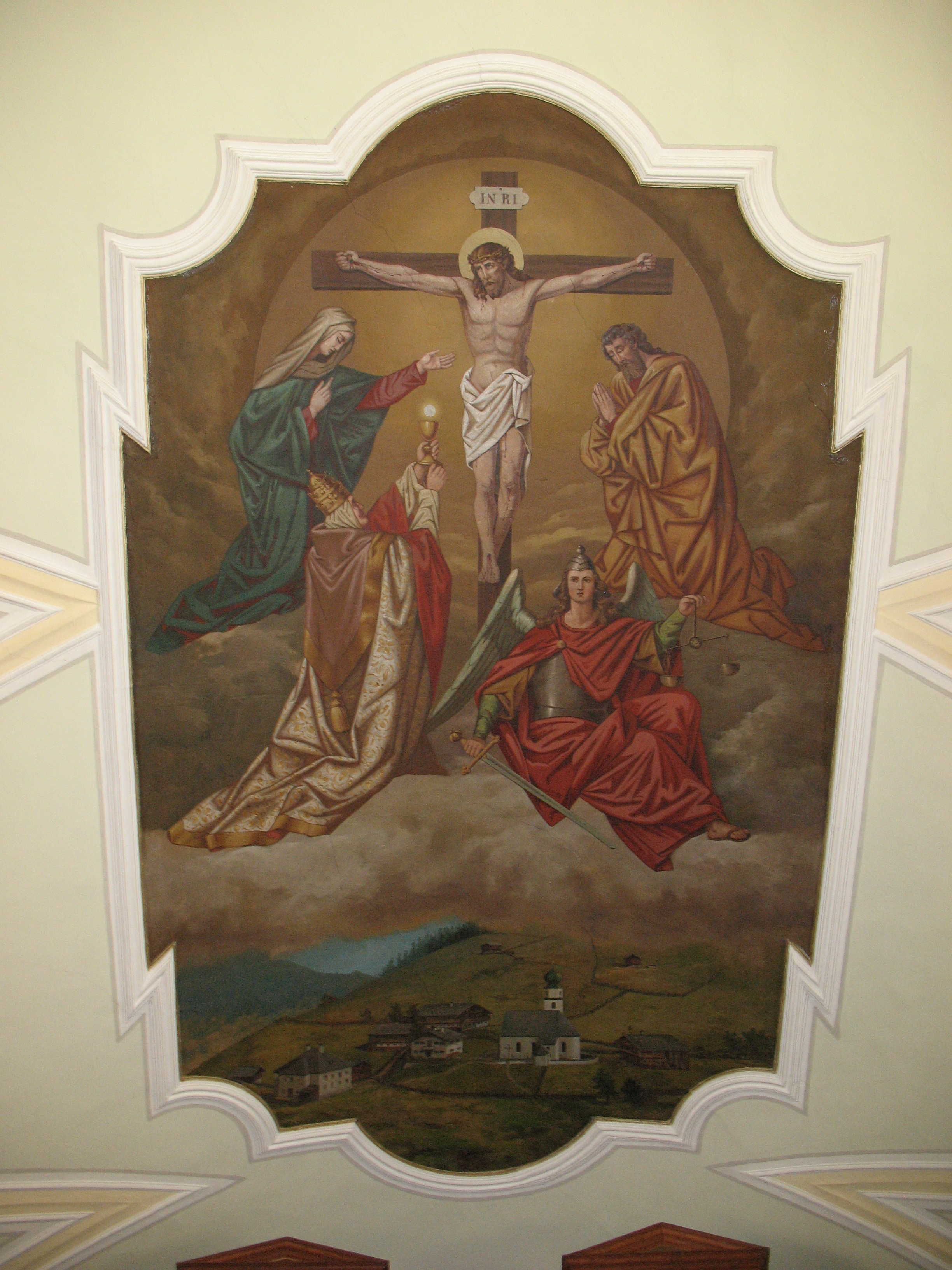
Deckenbild Kreuzigung mit Ortsansicht von Thierbach

Die  Pfarrkirche Thierbach steht in der Ortschaft Thierbach in der Gemeinde Wildschönau im Bezirk Kufstein im Bundesland Tirol. Die dem Patrozinium hl. Michael unterstellte römisch-katholische Pfarrkirche gehört zum Dekanat Reith im Alpbachtal in der Erzdiözese Salzburg. Die Kirche und der Friedhof mit der Friedhofskapelle stehen unter Denkmalschutz (Listeneintrag).

## Geschichte
Urkundlich wurde die Kirche 1791 durch den Architekten Johann Hueber erbaut und 1839 geweiht. 1891/1892 war eine Restaurierung. 1895 wurde die Kirche zur Pfarrkirche erhoben.

## Architektur
Der schlichte spätbarocke Kirchenbau mit einer Rundapsis ist von einem Friedhof umgeben. Der Nordturm mit einem achteckigen hölzernen Glockengeschoß trägt einen Zwiebelhelm. Südlich ist eine Sakristei angebaut. Das Westportal ist rundbogig.
Das Kircheninnere zeigt ein dreijochiges Langhaus unter einer Stichkappentonne. Die Empore ist aus Holz. Der Triumphbogen ist flachrund. Der breite Chor hat vier Stichkappen.
Das Deckenfresko im Chor schuf Toni Kirchmayr 1953. Die Ölbilder der Deckenmedaillons im Langhaus mit Dreifaltigkeit und Kreuzigung mit einer Ansicht von Thierbach entstanden im Ende des 19. Jahrhunderts.

## Ausstattung
Der Hochaltar mit einer Rokoko-Ornamentik aus dem Ende des 18. Jahrhunderts zeigt das Altarbild hl. Michael von Josef Gold um 1880. Die zwei Seitenaltäre aus dem Ende des 17. Jahrhunderts tragen Nischenfiguren aus dem Ende des 19. Jahrhunderts. Der linke Seitenaltar zeigt Maria. Der rechte Seitenaltar zeigt Anna lehrt Maria das Lesen. Die Orgel aus 1909 stammt von Josef Sapl.
Barocke Konsolfiguren zeigen die Heiligen Martin, Johannes der Täufer, Katharina, Margaretha, Florian, Vinzenz, Leonhard und Bartholomäus.